# 福岡県道250号長尾稗田平島線
福岡県道250号長尾稗田平島線（ふくおかけんどう250ごう ながおひえだひらしません）は、福岡県行橋市からみやこ町を経由し、ふたたび行橋市に至る一般県道である。

## 概要
行橋市長尾を起点とし、みやこ町をいったん通過し、勝山黒田で国道201号と交わる。再び行橋市内へ入ると市域を外環するような形で、東西に延びる。行橋市竹田で福岡県道28号直方行橋線と交わり終点となる。

### 路線データ
- 起点：行橋市大字長尾（椿市小学校交差点、福岡県道64号苅田採銅所線交点）
- 終点：行橋市大字今井（行橋市竹田交差点、福岡県道28号直方行橋線交点、福岡県道249号中州平田線終点）

## 路線状況

### 道路施設

#### 橋梁
- 京都橋（今川）

## 地理

### 通過する自治体
- 行橋市
- 京都郡みやこ町
- 行橋市

### 交差する道路
| 交差する道路                                   | 市町村名 | 市町村名 | 交差する場所 | 交差する場所            |
| ---------------------------------------------- | -------- | -------- | ------------ | ----------------------- |
| 福岡県道64号苅田採銅所線                       | 行橋市   | 行橋市   | 大字長尾     | 椿市小学校交差点 / 起点 |
| 国道201号                                      | 京都郡   | みやこ町 | 勝山黒田     | 勝山黒田交差点          |
| 福岡県道252号大久保行橋線                      | 行橋市   | 行橋市   | 大字下稗田   |                         |
| 福岡県道251号天生田吉国線                      | 行橋市   | 行橋市   | 大字宝山     | 今川小学校交差点        |
| 福岡県道34号行橋添田線                         | 行橋市   | 行橋市   | 大字流末     | 京都橋交差点            |
| 国道496号                                      | 行橋市   | 行橋市   | 南泉1丁目    | 福原交差点              |
| 福岡県道28号直方行橋線 福岡県道249号中州平田線 | 行橋市   | 行橋市   | 大字今井     | 行橋市竹田交差点 / 終点 |

### 交差する鉄道
- 平成筑豊鉄道田川線
- 日豊本線

### 沿線
- 行橋市立椿市小学校
- 行橋市立稗田小学校
- 行橋市立今川小学校
- 行橋市立泉中学校
- 行橋市立中京中学校
- 平成筑豊鉄道田川線 今川河童駅